# Equulites absconditus
Equulites absconditus is een straalvinnige vissensoort uit de familie van de ponyvissen (Leiognathidae). De wetenschappelijke naam van de soort is voor het eerst geldig gepubliceerd in 2010 door Chakrabarty & Sparks.